# آدا (فیلم)
«آدا» (انگلیسی: Ada) یک فیلم به کارگردانی دانیل مان است که در سال ۱۹۶۱ منتشر شد.

## بازیگران
- سوزان هیوارد
- دین مارتین
- ویلفرید هاید-وایت
- رالف میکر
- مارتین بالسام
- فورد راینی
- لری گیتس
- کانی سایر